# 変換幾何学

ある軸に関する鏡映に続けて、その軸に平行な別の軸に関する鏡映を行う結果得られる運動は、全体として平行移動である。

ある軸に関する鏡映のあと、最初の軸に平行でないもう一つの軸に関する鏡映を続けて行うことで得られる運動は、全体としては二軸の交点を中心とする回転変換になる。

数学における変換幾何学（へんかんきかがく、英: transformation geometry）あるいは変換の幾何学 (transformational geometry) は、幾何学を幾何学的変換の成す群とそれらの作用に関する不変量に立脚して研究する方法論に用いられる数学的および教育学的な名称である。これは、作図に着目する綜合幾何学的手法に対立するものである。
例えば、変換の幾何学において二等辺三角形の性質は、それが適当な直線に関する鏡映によって自身に写されるという事実から演繹される。これは三角形の合同判定法による古典的証明とは対照的である。
幾何学の基礎付けとして変換の幾何学を用いる最初の体系的な試みは、19世紀にエルランゲン目録の名のもとにフェリックス・クラインによって為された。ほぼ一世紀に亙りこのアプローチは数学の研究会に限られたままであったが、20世紀には数学教育のための変換の幾何学の開拓の努力が進められた。アンドレイ・コルモゴロフはロシアにおける幾何学教育改革への提言の一環として、（集合論とともに）このアプローチを含めた。これらの努力は1960年代アメリカで新数学運動と呼ばれる数学の全般改革へと繋がっていった。

## 教育における変換幾何学
変換幾何学の探求は、日常生活で目にする鏡像対称性を調べることからしばしば始まる。ここで生じている変換は直線あるいは軸に対する鏡映（鏡像変換、線対称変換）というものである。二つの鏡映変換の合成は、軸が交わるとき回転、軸が平行なとき平行移動となるから、これで平面合同変換はわかったということになる。実例として、垂直線に関する鏡映および水平線から45°傾いた直線に関する鏡映を考えよう。この二つの変換の合成は、一方が反時計回りの90°回転となるが、逆順で合成すれば時計回りの45°回転となる。このような結果からは、変換の幾何学が非可換な操作を含んでいることを見つけることが読み取れる。
線対称変換の面白い応用には、任意の三角形における面積1/7三角形の存在証明への利用がある。
低学齢に導入するほかの変換としては、点に関する拡大縮小 (dilation) がある。より広範な反転幾何学を展開するのは、しかし「円に関する反転」がそれほど直感に訴えるものでないため、義務教育レベルの変換幾何では普通は扱われない。
具体的な対称性の群に関する経験は抽象群論に譲るとして、複素数・超複素数や行列の計算を具体的に行うことは変換幾何学の一つの表れとして考えることができる。
こうした変換幾何への習熟は、古典的な綜合幾何学の対照となるもう一つの観点をもたらすものである。初学者が解析幾何学に出会うとき、座標回転と座標鏡映の概念を得るのは容易い。（一般鏡映も考えれば）これらの概念は線型代数学に対する備えとなる。
教育者たちは、学校教育のための変換幾何学に関するある種のプロジェクトや経験を記述し興味を示してきた。非常に幼い子供の場合、新たな専門用語の導入を避けるとか、具体的なものを使った日常経験に結び付けることを目的に、線対称変換を「裏返し」・平行移動を「位置をずらす」・回転変換を「回す」のように正確な数学用語でない言葉に直すことが推奨される場面もある。いくつかの提言では、点集合としての図形に対する写像という定義を通じた抽象変換に取り掛かるより前に、具体的な幾何学的対象に対する変換を理解することから始めるべきであるとする。
ロシアにおける幾何学教程の再構築の試みにおいて、コルモゴロフは変換の観点での再構成が呈されることを提言し、そして幾何学教程は集合論に基づいて構成された。その結果として、以前は「同じ」と言っていた図形に対して「合同」("congruent") という用語が学校教育の場に出現するようになる。これは、図形を点集合と見なしたとき、集合として等しいのはその図形自身をおいてほかにないのだから、合同変換（等長変換）によって重ね合わせることができる二つの三角形は合同であると述べるべきであるということである。
ある本には、変換幾何学における群論の重要性が以下のように書かれている:

## 関連和書
- 西山享：「幾何学と不変量」、日本評論社、ISBN 978-4-535-78463-5 (2012年9月15日).
- 川久保勝夫：「変換群論」、岩波書店、ISBN 4-00-005975-0 (1987年1月20日).